# Nika Gilauri

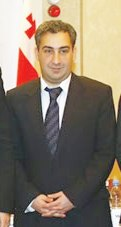
Nika Gilauri (2008)

Nikolos (Nika) Gilauri (georgisch ნიკოლოზ (ნიკა) გილაური; * 14. Februar 1975 in Tiflis) ist ein georgischer Politiker. Von Februar 2004 bis August 2007 war er Energieminister, von September 2007 bis Februar 2009 Finanzminister Georgiens. Vom 6. Februar 2009 bis zum 30. Juni 2012 war er georgischer Premierminister.

## Leben
Nika Gilauri studierte an der Staatlichen Universität Tiflis Wirtschaftswissenschaften und schloss sein Studium mit einem Bachelor of Arts in Außenwirtschaft ab. Anschließend studierte er Wirtschaft und Finanzen an der University of Limerick in Limerick (Irland). An der Temple University in Philadelphia, USA erwarb er den Master of Arts (BA) für International Business Management.
1999 arbeitete für das Dublin International Financial Centre und für das Fondsmanagement-Unternehmen Invesco. 2000 wurde er Finanzberater für Energiesparprojekte am Philadelphia Small Business Development Centre. Ein Jahr später ging er zurück nach Georgien, beriet die Telefongesellschaft Telecom Georgia in Finanzangelegenheiten. 2002 beriet er das spanische Energieunternehmen Iberdrola, das in Georgien investiert hatte. 2003 und 2004 arbeitete er als Finanzkontrolleur für das in Georgien tätige irische Energieunternehmen ESBI.
Nach der Rosenrevolution wurde Gilauri am 17. Februar 2004 zunächst Energieminister. Nach einer Serie von Stromausfällen zwischen Dezember 2004 und Februar 2005 war über eine frühzeitige Entlassung Gilauris spekuliert worden. Gilauri legte jedoch ein Programm zur Überwindung der Engeriekrise vor. 2006 spielte er eine Schlüsselrolle bei den Verhandlungen mit Aserbaidschan und dem Iran über die Einstellung von Gaslieferungen an Georgien. Im März 2006 verursachte seine Ankündigung eines möglichen Verkaufs des georgischen Gasnetzes an den russischen Gazprom-Konzern, zu einer Kontroverse mit den USA. Später ruderte er zurück und behauptete, es habe keinerlei Verhandlungen mit Gazprom gegeben.
Am 7. September 2007 wurde er Finanzminister Georgiens, im Dezember 2008 Vize-Premier. Nach dem Rücktritt Grigol Mgaloblischwilis vom Amt des Regierungschefs wurde Nika Gilauri von Staatspräsident Micheil Saakaschwili als dessen Nachfolger nominiert. Das georgische Parlament stimmte dem Vorschlag am 6. Februar 2009 zu. Präsident Saakaschwili nominierte am 30. Juni 2012 seinen Nachfolger Wano Merabischwili als Regierungschef. Gilauri wurde zum Chef des staatlichen Private-Equity-Fonds JSC Partnership Fund ernannt.